# Flugtagunglück von Lemberg
Der Absturz einer Suchoi Su-27 während einer Flugschau am 27. Juli 2002 auf dem ukrainischen Militärflugplatz Sknyliw nahe Lwiw ist bis heute der schwerste Unfall, der sich je bei einer Kunstflugvorführung ereignet hat. 77 Menschen kamen ums Leben (28 davon Kinder); 543 wurden verletzt.

## Unfallhergang
Die Suchoi Su-27 (NATO-Bezeichnung „Flanker“) der ukrainischen Luftwaffe wurde von den zwei erfahrenen Piloten Wolodymyr Toponar und Yuriy Yegorov geflogen. Der verantwortliche Pilot der Maschine, Oberstleutnant Wolodymyr Toponar, war Angehöriger der Kunstflugstaffel „Ukrainische Falken“, hatte jedoch zwischen Januar 2002 und Ende Juli 2002 nur vier Flugstunden bestritten. Es gibt mehrere Filmaufnahmen, die den Unfallhergang lückenlos zeigen.
Nur zwei Minuten nach dem Start der Flugvorführung um 12:43 Uhr war zu sehen, dass das Flugzeug während einer engen Linkskurve mit beinahe 90°-Querneigung offensichtlich am inneren Flügel einen Strömungsabriss hatte. Dies führte zu einer vermutlich ungewollten Viertelrolle auf den Rücken. Anstatt nun mit einer halben Rolle in die Normalfluglage zu rollen, zog der Pilot das Flugzeug mit einem halben Looping nach unten heraus. Dabei zog er aber offensichtlich zu stark, vielleicht wegen der Nähe zum Boden. Dadurch riss die Strömung wieder ab, diesmal symmetrisch, und das Flugzeug sank nun unkontrolliert weiter bis zum Aufschlag auf den Boden. Die Maschine schlitterte danach über das Flugfeld und durch die Zuschauermenge, ehe sie explodierte.
Beide Piloten konnten sich mit dem Schleudersitz retten.
Bis heute ist die gänzlich korrekte Topografie des Flugplatzes inklusive Displaybereich nicht geklärt. Es sieht auf Videoaufzeichnungen aus, als würde die Flugvorführung irgendwo über dem Flugplatz stattfinden, ohne jegliche Einschränkung.
77 Menschen starben, darunter 28 Kinder. Mehr als 350 Zuschauer wurden verletzt, einige erlitten schwere psychische Störungen durch das, was sie sahen.

## Unglücksursache
Für den Unfall wurden von Experten folgende mögliche Ursachen untersucht:
- Pilotenfehler
- Triebwerkschaden
- Verletzung der Sicherheitsrichtlinien für Kunstflugvorführungen durch die Piloten oder Bodenpersonal
- ungenauer Flugplan wurde erstellt
- Überladung der Maschine durch zu viel Treibstoff
- Nicht genehmigte Anfrage des Piloten nach einem Trainingsflug vor der Veranstaltung[6]

Auf zahlreichen Amateurvideos des Unfallhergangs ist hörbar, dass die Triebwerke unmittelbar vor dem Rollmanöver (ca. zehn Sekunden vor der Bodenberührung) verstummen, nach etwa zwei Sekunden aber wieder aufheulen.
Wie meistens bei solchen Unfällen führte erst eine Verkettung von mehreren Fehlern zur Katastrophe:
- Der Strömungsabriss als unmittelbarer Auslöser des Ereignisablaufs (durch Piloten- oder technischen Fehler verursacht)
- Entscheidung des Piloten, trotz der Bodennähe anstatt mit einer halben Rolle mit einem halben Looping zu retablieren
- Warum befand sich das Flugzeug überhaupt in einer Position, aus der es bei einem solchen Fehler in die Zuschauer rast?

Von offizieller Seite wurde letztlich die Hauptschuld den beiden Piloten angelastet.

## Folgen
Der ukrainische Staatspräsident Leonid Kutschma, der sich vor Ort ein Bild des Unglücks machte, machte öffentlich das Militär für den Unfall verantwortlich und entließ den Chef der Luftstreitkräfte, General Wolodymyr Strelnykow. Verteidigungsminister Wolodymyr Schkidtschenko bot seinen Rücktritt an, dieser wurde von Präsident Kutschma aber abgelehnt. Am 24. Juni 2005 verurteilte ein Militärgericht den Piloten Wolodymyr Toponar zu vierzehn Jahren Haft. Sein Copilot Juri Jegorow wurde zu acht Jahren Haft verurteilt. Beide haben zudem hohe Summen an die Familien der Opfer zu leisten. Neben den Piloten erhielten drei weitere Militärangehörige Haftstrafen von bis zu vier Jahren.
Die Piloten wurden nach 8 bzw. 2,5 Jahren aus der Haft entlassen.